# Шеврон (анатомія)

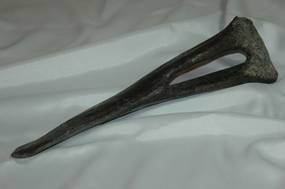
Шеврон диплодока

Шеврони — гемальні дуги (відростки), тобто вентральні проєкції хребців, які направлені вниз від хребця, зазвичай хвостового.
У багатьох архозаврів це Y-подібні кістки на нижній стороні хвостових хребців. Також є у хвості ламантинів і кенгуру.
Захищають важливі елементи хвоста такі, як нерви і кровоносні судини, від пошкоджень, коли тварина спирається на хвіст або вдаряє ним по твердій поверхні.